# La Garde (Isère)
Pour les articles homonymes, voir Lagarde.
La Garde est une commune française située dans le département de l'Isère, en région Auvergne-Rhône-Alpes.
Ses habitants sont appelés les Gardillons et les Gardillonnes.

## Géographie

### Communes limitrophes
- Auris
- Huez
- Oz
- Villard-Reculas
- Bourg-d'Oisans

### Climat
Pour des articles plus généraux, voir Climat d'Auvergne-Rhône-Alpes et Climat de l'Isère.
En 2010, le climat de la commune est de type climat de montagne, selon une étude du Centre national de la recherche scientifique s'appuyant sur une série de données couvrant la période 1971-2000. En 2020, Météo-France publie une typologie des climats de la France métropolitaine dans laquelle la commune est exposée à un climat de montagne ou de marges de montagne et est dans une zone de transition entre les régions climatiques « Alpes du nord » et « Alpes du sud ». 
Pour la période 1971-2000, la température annuelle moyenne est de 8,9 °C, avec une amplitude thermique annuelle de 17,7 °C. Le cumul annuel moyen de précipitations est de 1 254 mm, avec 8,9 jours de précipitations en janvier et 8 jours en juillet. Pour la période 1991-2020, la température moyenne annuelle observée sur la station météorologique de Météo-France la plus proche, « Alpe-d'Huez », sur la commune de Huez à 2 km à vol d'oiseau, est de 5,1 °C et le cumul annuel moyen de précipitations est de 994,8 mm,. Pour l'avenir, les paramètres climatiques de la commune estimés pour 2050 selon différents scénarios d'émission de gaz à effet de serre sont consultables sur un site dédié publié par Météo-France en novembre 2022.

## Urbanisme

### Typologie
Au 1er janvier 2024, La Garde est catégorisée commune rurale à habitat très dispersé, selon la nouvelle grille communale de densité à sept niveaux définie par l'Insee en 2022.
Elle est située hors unité urbaine et hors attraction des villes,.

### Occupation des sols
L'occupation des sols de la commune, telle qu'elle ressort de la base de données européenne d’occupation biophysique des sols Corine Land Cover (CLC), est marquée par l'importance des forêts et milieux semi-naturels (99,7 % en 2018), en augmentation par rapport à 1990 (95,9 %). La répartition détaillée en 2018 est la suivante : 
forêts (51 %), milieux à végétation arbustive et/ou herbacée (30,4 %), espaces ouverts, sans ou avec peu de végétation (18,3 %), zones urbanisées (0,2 %), zones agricoles hétérogènes (0,1 %). L'évolution de l’occupation des sols de la commune et de ses infrastructures peut être observée sur les différentes représentations cartographiques du territoire : la carte de Cassini (XVIIIe siècle), la carte d'état-major (1820-1866) et les cartes ou photos aériennes de l'IGN pour la période actuelle (1950 à aujourd'hui).

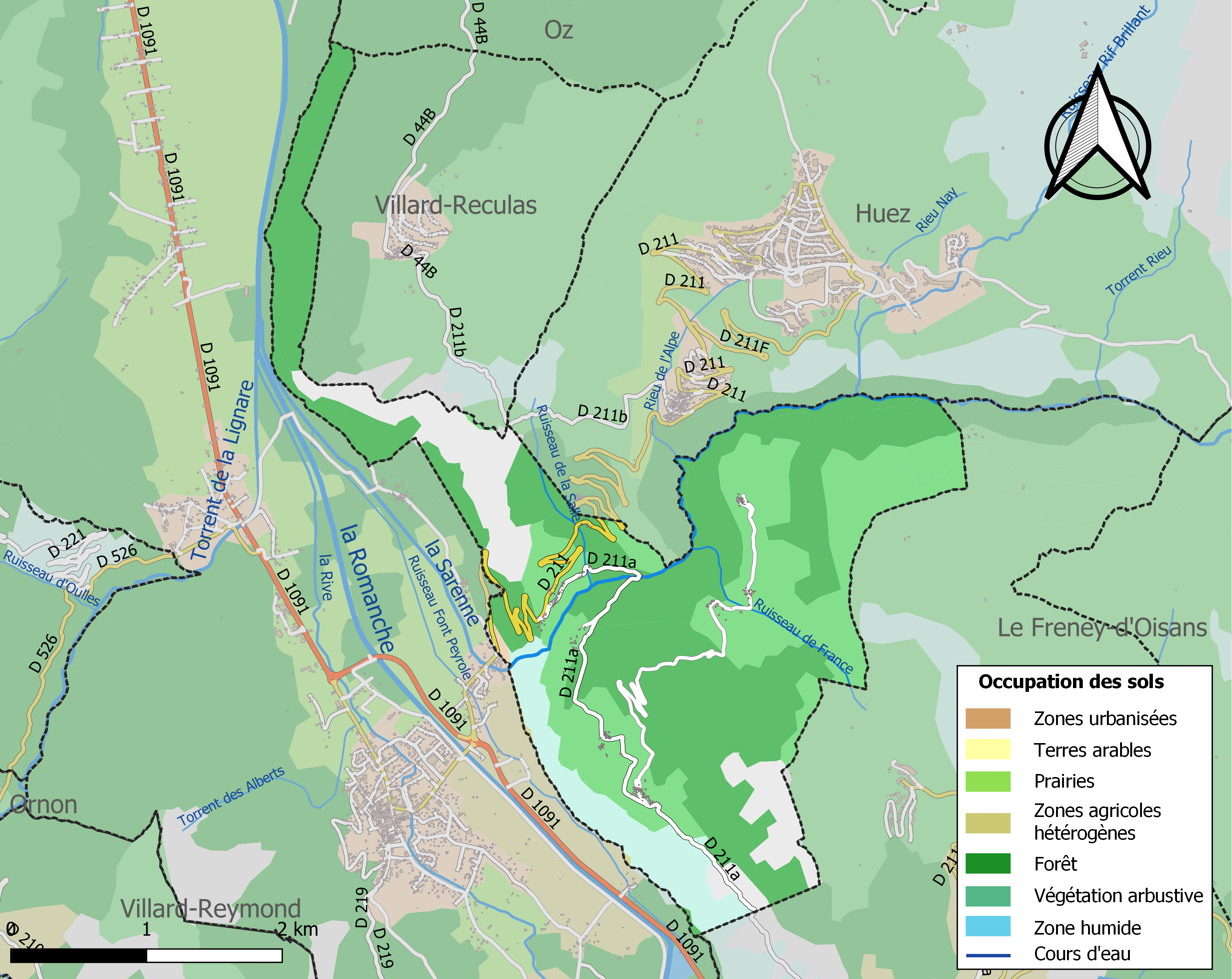
Carte des infrastructures et de l'occupation des sols de la commune en 2018 (CLC).

## Héraldique
| Blason de Garde (La) | Blason  | D'or à un chevron de gueules, accompagné en chef à dextre d'un bâton de pèlerin d'azur, à senestre d'une épée haute du même, et en pointe d'un dauphin d'azur, crêté, barbé, loré, peautré et oreillé de gueules ; au chef aussi d'azur chargé d'une clef d'or en fasce. |
| Blason de Garde (La) | Détails | Le statut officiel du blason reste à déterminer. |

## Politique et administration

### Liste des maires
| Période                                  | Période  | Identité                   | Étiquette | Qualité                                |
| ---------------------------------------- | -------- | -------------------------- | --------- | -------------------------------------- |
| 1800                                     | 1803     | Jean Pellissier            | SE        |                                        |
| 1805                                     | 1826     | Georges Chalvin            | SE        |                                        |
| 1828                                     | 1841     | Jean Vieux                 | SE        |                                        |
| 1842                                     | 1848     | Pierre Chalvin             | SE        |                                        |
| 1848                                     | 1855     | Jacques Vieux-Combe        | SE        |                                        |
| 1855                                     | 1870     | Laurent Emieux             | SE        |                                        |
| 1870                                     | 1884     | François Chouvin           | SE        |                                        |
| 1884                                     | 1884     | Pierre Pellissier          | SE        |                                        |
| 1884                                     | 1886     | Jean-Baptiste Chouvin      | SE        |                                        |
| 1888                                     | 1892     | Jean André Calixte Chalvin | SE        |                                        |
| 1892                                     | 1907     | Louis-Frédéric Vieux       | SE        | Gendarme                               |
| 1907                                     | 1908     | Pierre Grand               | SE        |                                        |
| 1908                                     | 1912     | Jules Vieux-Pernon         | SE        |                                        |
| 1912                                     | 1925     | Emmanuel Vieux             | SE        | Aubergiste                             |
| 1925                                     | 1929     | Telsy Prosper Sonnier      | SE        |                                        |
| 1929                                     | 1945     | Emmanuel Vieux             | SE        | Aubergiste                             |
| 1945                                     | 1965     | Marcel Pellissier          | SE        | Charpentier menuisier                  |
| 1965                                     | 1969     | Roger Veysseyre            | SE        | Cadre des Postes et Télécommunications |
| 1969                                     | 1971     | Gilbert Barussaud          | SE        |                                        |
| 1971                                     | 1983     | Georges Vieux-Combe        | SE        |                                        |
| 1983                                     | 1995     | Bernard Thebault           | SE        | Enseignant                             |
| 1995                                     | En cours | Pierre Gandit              | SE        | Employé du secteur bancaire            |
| Les données manquantes sont à compléter. |          |                            |           |                                        |

## Population et société

### Démographie
L'évolution du nombre d'habitants est connue à travers les recensements de la population effectués dans la commune depuis 1793. Pour les communes de moins de 10 000 habitants, une enquête de recensement portant sur toute la population est réalisée tous les cinq ans, les populations de référence des années intermédiaires étant quant à elles estimées par interpolation ou extrapolation. Pour la commune, le premier recensement exhaustif entrant dans le cadre du nouveau dispositif a été réalisé en 2004.

En 2022, la commune comptait 97 habitants, en évolution de −1,02 % par rapport à 2016 (Isère : +3,07 %, France hors Mayotte : +2,11 %).
| 1793 | 1800 | 1806 | 1821 | 1831 | 1836 | 1841 | 1846 | 1851 |
| ---- | ---- | ---- | ---- | ---- | ---- | ---- | ---- | ---- |
| 476  | 401  | 420  | 424  | 428  | 379  | 383  | 418  | 384  |

| 1856 | 1861 | 1866 | 1872 | 1876 | 1881 | 1886 | 1891 | 1896 |
| ---- | ---- | ---- | ---- | ---- | ---- | ---- | ---- | ---- |
| 377  | 342  | 300  | 313  | 325  | 318  | 302  | 271  | 299  |

| 1901 | 1906 | 1911 | 1921 | 1926 | 1931 | 1936 | 1946 | 1954 |
| ---- | ---- | ---- | ---- | ---- | ---- | ---- | ---- | ---- |
| 263  | 251  | 244  | 225  | 188  | 172  | 193  | 148  | 139  |

| 1962 | 1968 | 1975 | 1982 | 1990 | 1999 | 2004 | 2006 | 2009 |
| ---- | ---- | ---- | ---- | ---- | ---- | ---- | ---- | ---- |
| 112  | 82   | 72   | 64   | 52   | 66   | 90   | 94   | 112  |

| 2014 | 2019 | 2022 | - | - | - | - | - | - |
| ---- | ---- | ---- | - | - | - | - | - | - |
| 103  | 103  | 97   | - | - | - | - | - | - |

### Enseignement
La commune est rattachée à l'académie de Grenoble.

## Monuments

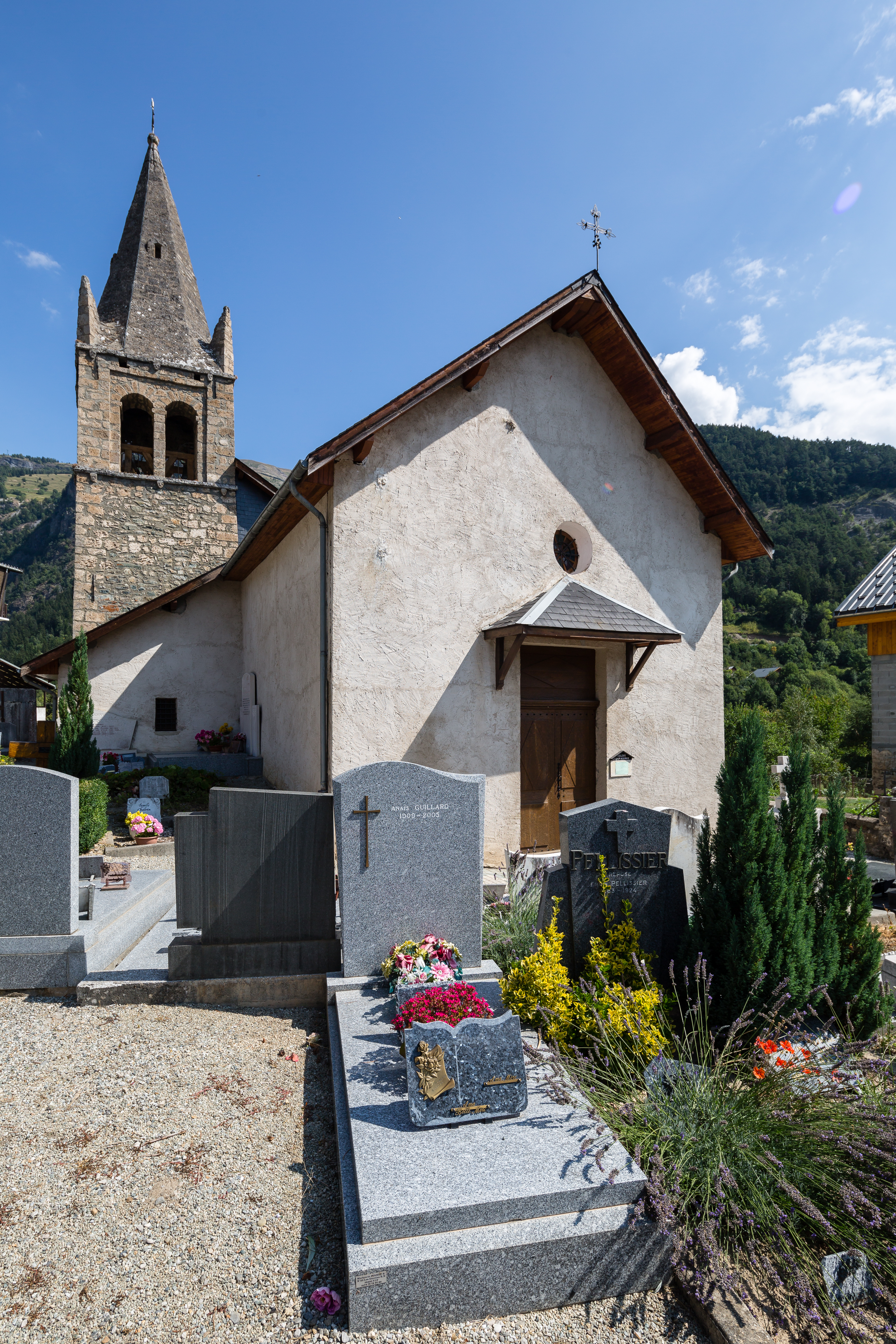
L'église de Saint-Pierre de La Garde-en-Oisans vue depuis le cimetière.

### Patrimoine religieux
- Église Saint-Pierre de La Garde-en-Oisans.

### Patrimoine civil
Un projet vise à installer un petit barrage avec dérivation de l'eau au-dessus du pont à trois arches sur la Sarenne, donc au nord du Rosai, hameau de la Garde.
La conduite serait entièrement souterraine pour ne pas enlaidir l'environnement. Le maire l'a demandé comme préalable en 2003.
La chute est très importante puisque la centrale est au Bourg d'Oisans, dans les locaux de celle qui existe depuis 1892 sur l'eau de la cascade.
Ce projet s'inscrit dans ceux déjà à l'étude dès le début des années 1920 et qui n'ont jamais vu le jour, mais cette fois avec un tout petit barrage.
La commune de La Garde, avec ce projet d'énergie renouvelable, verrait ses ressources fiscales doubler, ce qui permettrait d'augmenter les équipements et donc le bien-être des Gardillons.
Un dossier complet est en mairie et vous pouvez bien entendu le consulter.
Un beau projet d'énergie renouvelable.

## Personnalités liées à la commune
- Laurent I Allemand, prieur de La Garde-en-Oisans, devient évêque de Grenoble en 1484.
- Jaap Reuten, prêtre à l'origine de l'édification de l'église Notre-Dame-des-Neiges à l'Alpe-d'Huez, repose au cimetière de La Garde-en-Oisans.

## Jumelages
Aucun jumelage.